# 小行星5075
小行星5075（5075 Goryachev）是一颗绕太阳运转的小行星，为主小行星带小行星。该小行星于1969年10月13日发现。

## 轨道参数
小行星5075的轨道半长轴为2.4133222 UA，离心率为0.175。